# Puchar Zdobywców Pucharów (1964/1965)
V Puchar Europy Zdobywców Pucharów 1964/1965

(ang. European Cup Winners’ Cup)

## 1/16 finału
| ARA La Gantoise – West Ham United 0:1 i 1:1 1 23.09 1964 0:1 Boyce 51 2 07.10 1964 1:0 M.Peters 33s, 1:1 Byrne 43 |
| Sparta Praga – Anorthosis Famagusta 10:0 i 6:0 1 16.09 1964 1:0 Mašek 15, 2:0 Mráz 17, 3:0 Mráz 21, 4:0 Mašek 32, 5:0 Mráz 34, 6:0 Mašek 49, 7:0 Mráz 55, 8:0 Steinin 75, 9:0 Mráz 80, 10:0 Kraus 83 2 20.09 1964 1:0 Vrana 36, 2:0 Kraus 40, 3:0 Dyba 67, 4:0 Mašek 82, 5:0 Kraus 84, 6:0 Mašek 90 (mecz w Pilźnie) |
| Sławia Sofia – Cork Celtic 1:1 i 2:0 1 30.09 1964 1:0 Krastew 54, 1:1 Leahy 83 2 07.10 1964 1:0 Miszew 8, 2:0 Christow 86 |
| Lausanne Sports – Budapesti Honvéd SE 2:0 i 0:1 1 02.09 1964 1:0 Hosp 61, 2:0 Hosp 68 2 09.09 1964 0:1 I. Nagy 28 |
| Esbjerg fB – Cardiff City 0:0 i 0:1 1 09.09 1964 0:1 2 13.10 1964 0:1 King 57 |
| Valletta FC – Real Saragossa 0:3 i 1:5 1 06.09 1964 0:1 Marcelino 16, 0:2 Marcelino 48, 0:3 Canario 80 (mecz w Gzirze) 2 14.10 1964 0:1 Sigi 2, 0:2 Marcelino 17, 0:3 Sigi 27, 1:3 P.Gauci 29, 1:4 Santos 53, 1:5 Sigi 85                                                                                            |
| AC Torino – Fortuna 54 Geleen 3:1 i 2:2 1 23.09 1964 0:1 Kohn 15, 1:1 Hitchens 45, 2:1 Moschino 50, 3:1 Moroni 63 2 07.10 1964 1:0 Hitchens 5, 2:0 Brüll 8s, 2:1 van Rijn 14, 2:2 Beeren 83 |
| Skeid Fotball – FC Haka 1:0 i 0:2 1 15.09 1964 1:0 Mathisen 38 2 07.10 1964 0:1 Paimander 67, 0:2 Peltonen 81 |
| AEK Ateny – Dinamo Zagrzeb 2:0 i 0:3 1 09.09 1964 1:0 D.Papaioannou 75, 2:0 Nestoridis 80 2 16.09 1964 0:1 Lamza 45, 0:2 Zambata 50, 0:3 Jerković 57 |
| Steaua Bukareszt – Derry City 3:0 i 2:0 1 09.09 1964 1:0 Pavlovici 2, 2:0 Constantin 68, 3:0 Pavlovici 80 2 16.09 1964 1:0 Creiniceanu 48, Creiniceanu 75 |
| Admira Wiedeń – Legia Warszawa 1:3 i 0:1 1 02.09 1964 0:1 Brychczy 43, 1:1 Kaltenbrunner 69, 1:2 Żmijewski 73, 1:3 Żmijewski 75 2 23.09 1964 0:1 Brychczy 11 |
| Aufbau Magdeburg – Galatasaray SK 1:1 i 1:1, dod. 1:1 (dog) 1 09.09 1964 1:0 Heuer 13, 1:1 Turan 52 2 17.09 1964 0:1 Ugür 26, 1:1 Heuer 74 3 07.10 1964 1:0 Klingbiel 62, 1:1 Metin 89 (mecz w Wiedniu) awans Galatasaray po losowaniu (rzut monetą)                                                                 |
| FC Porto – Olympique Lyon 3:0 i 1:0 1 16.09 1964 1:0 Pinto 41, 2:0 Carlos Baptista 60, 3:0 Pinto 72 2 14.10 1964 1:0 Waldir 89 |
| Union Luxembourg – TSV 1860 Monachium 0:4 i 0:6 1 02.09 1964 0:1 Brunnenmeier 6, 0:2 Küppers 12, 0:3 Brunnenmeier 26, 0:4 Luttrop 81 2 09.09 1964 0:1 Brunnenmeier 11, 0:2 Brunnenmeier 46, 0:3 Luttrop 54, 0:4 Rebele 60, 0:5 Rebele 74, 0:6 Grosser 69                                                             |
| Wolny los: Sporting CP, Dundee F.C. |

## 1/8 finału
| West Ham United – Sparta Praga 2:0 i 1:2 1 25.11 1964 1:0 Bond 57, 2:0 Sealey 82 2 09.12 1964 1:0 Sissons 14, 1:1 Mašek 68, 1:2 Mráz 88 |
| Sławia Sofia – Lausanne Sports 1:0 i 1:2, dod. 2:3 1 18.11 1964 1:0 Wasiliew 51 2 06.12 1964 0:1 Kerkhoffs 7, 1:1 Krastew 20, 1:2 Hosp 45 3 29.12 1964 1:0 Christow 12, 1:1 Eschmarm 29, 1:2 Kerkhoffs 35, 2:2 Gugałow 67, 2:3 Kerkhoffs 81 (mecz w Rzymie) |
| Sporting CP – Cardiff City 1:2 i 0:0 1 16.12 1964 0:1 Williams 31, 0:2 Tapscott 65, 1:2 Figueiredo 81 2 23.12 1964 |
| Dundee F.C. – Real Saragossa 2:2 i 1:2 1 18.11 1964 1:0 Murray 2, 1:1 Santos 23, 1:2 Villa 26, 2:2 Houston 89 2 08.12 1964 1:0 Robertson 20, 1:1 Lapetra 40, 1:2 Lapetra 46                                                                                 |
| FC Haka – AC Torino 0:1 i 0:5 1 11.11 1964 0:1 Albrigi 20 2 06.12 1964 0:1 Simoni 6, 0:2 Hitchens 9, 0:3 Moroni 33, 0:4 Moroni 59, 0:5 Puia 61 |
| Steaua Bukareszt – Dinamo Zagrzeb 1:3 i 0:2 1 09.12 1964 0:1 Raksi 22, 0:2 Matua 25, 0:3 Pavić 61, 1:3 Kobeśčak 88 2 16.12 1964 0:1 Pavić 2, 0:2 Ramljak 60                                                                                                 |
| Legia Warszawa – Galatasaray SK 2:1 i 0:1, dod. 1:0 1 18.11 1964 1:0 Gmoch 69, 1:1 Metin 73, 2:1 K.Frąckiewicz 82 2 03.12 1964 0:1 Metin 22 3 10.12 1964 1:0 Apostel 14 (mecz w Warszawie)                                                                  |
| FC Porto – TSV 1860 Monachium 0:1 i 1:1 1 02.12 1964 0:1 Heiss 22 2 06.12 1964 0:1 Heiss 37, 1:1 Waldir 44 |

## 1/4 finału
| Lausanne Sports – West Ham United 1:2 i 3:4 1 16.03 1965 0:1 Dear 33, 0:2 Byrne 55, 1:2 Hosp 80 2 23.03 1965 1:0 Kerkhoffs 36, 1:1 Dear 44, 1:2 Tacchella 40s, 2:2 Hertig 48, 2:3 Peters 59, 3:3 Eschmann 80, 3:4 Dear 88 |
| Real Saragossa – Cardiff City 2:2 i 1:0 1 20.01 1965 1:0 Lapetra 2, 2:0 Pais 10, 2:1 Wiliams 15, 2:2 King 38 2 03.02 1965 1:0 Canario 75                                                                                  |
| AC Torino – Dinamo Zagrzeb 1:1 i 2:1 1 03.03 1965 1:0 Simoni 43, 1:1 Lamza 48 2 17.03 1965 1:0 Poletti 1, 2:0 Hitchens 44, 2:1 Jerković 81                                                                                |
| Legia Warszawa – TSV 1860 Monachium 0:4 i 0:0 1 03.03 1965 0:1 Grosser 69, 0:2 Küppers 73, 0:3 Heiss 75, 0:4 Heiss 87 2 17.03 1965                                                                                        |

## 1/2 finału
| West Ham United – Real Saragossa 2:1 i 1:1 1 07.04 1965 1:0 Dear 8, 2:0 Byrne 28, 2:1 Canario 54 2 28.04 1965 0:1 Lapetra 20, 1:1 Sissons 65                                                                                       |
| AC Torino – TSV 1860 Monachium 2:0 i 1:3, dod. 0:2 1 20.04 1965 1:0 Rosato 9, 2:0 Luttrop 41s 2 27.04 1965 0:1 Luttrop 12, 0:2 Heiss 25, 0:3 Luttrop 52k, 1:3 Lancioni 74 3 05.05 1965 0:1 Rebele 15, Luttrop 90k (mecz w Zurychu) |

## Finał
| 19 maja 1965 Londyn Stadion Wembley (97 974) West Ham United – TSV 1860 Monachium 2:0 (0:0) Sędzia: István Zsolt (Węgry) Bramki: 1:0 Alan Sealey 70, 2:0 Alan Sealey 72 West Ham United Football Club (trener Ron Greenwood): Jim Standen – Joe Kirkup, Ken Brown, Jack Burkett, Martin Peters, Bobby Moore (kapitan), Alan Sealey, Ronnie Boyce, Geoff Hurst, Brian Dear, John Sissons Turn- und Sportverein München von 1860 (trener Max Merkel): Petar Radenković – Manfred Wagner, Hans Reich, Winfried Kohlars, Stevan Bena, Otto Luttrop, Alfred Heiß, Hans Küppers, Rudolf Brunnenmeier (kapitan), Peter Grosser, Hans Rebele |